# I’ll Be in the Sky
«I’ll Be in the Sky» — пятый сингл B.o.B с альбома B.o.B Presents: The Adventures of Bobby Ray. Песня вышла 21 октября 2008 года в США для цифровой загрузки и 31 января 2011 года в Великобритании для радио.

## Хронология релиза
| Регион         | Дата            | Формат            | Лейбл            |
| -------------- | --------------- | ----------------- | ---------------- |
| США            | 21 октября 2008 | Цифровая загрузка | Atlantic Records |
| США            |                 |                   |                  |
| Великобритания | 31 января 2011  | радио             |                  |

## Список композиций
Digital download
1. «I’ll Be in the Sky» (Album Version) — 4:06

## Чарты
| Чарт (2011)                         | Позиция в чарте |
| ----------------------------------- | --------------- |
| Ирландия (IRMA)                     | 24              |
| Великобритания (OCC UK Singles)     | 61              |
| Великобритания (OCC UK Hip Hop/R&B) | 20              |